# Ernst Pauli (Koch)
Ernst Pauli (* 5. Januar 1886 in Toffen; † 9. Juni 1960 in Stans) war ein Schweizer Koch und Autor. 

## Leben
Im Anschluss an seine kaufmännische Lehre absolviert Ernst Pauli eine Kochlehre im Hôtel du Grand Pont in Lausanne und war ab 1919 als Kochlehrer an der  SHL Schweizerischen Hotelfachschule Luzern tätig. Von 1937 bis 1956 war Ernst Pauli Restaurateur des Bahnhofbuffets Aarau. 1955 wurde er Ehrenmitglied des Schweizerischen Wirtevereins. 
Ernst Pauli verfasste zahlreiche Publikationen, unter anderem das 1930 erstmals erschienene Standardwerk Lehrbuch der Küche, das ursprünglich auf Rezepten von Auguste Escoffier basierte und von Paulis Sohn Eugen und dessen Sohn Philip weiterentwickelt wurde.
Mit der 11. Auflage 1992 wurde der Pauli erstmals in zwei Bände (Lehrbuch und Rezeptbuch mit insgesamt 1500 Rezepten) aufgeteilt und mit Fotos ausgestattet. Die 13. Auflage erschien 2005 und wurde neu konzipiert. Es ist in der Schweiz das wichtigste Lehrbuch für die Lehre des Koches. 